# حطب سراييفو
حطب سراييفو رواية للروائي الجزائري سعيد خطيبي. صدرت الرواية لأوّل مرة في العام 2019 عن منشورات الاختلاف في الجزائر ومنشورات ضفاف في بيروت. ودخلت في القائمة النهائية «القصيرة» للجائزة العالمية للرواية العربية لعام 2020، المعروفة باسم «جائزة بوكر العربية».